# Muntura Canon R
|  | No s'ha de confondre amb Muntura Canon RF. |

La muntura Canon R, introduïda el 1959, està dissenyada pel seu ús amb càmeres rèflex analògiques de 35mm, com la Canonflex, la primera de la sèrie i primera càmera reflex de Canon.
La muntura té un diàmetre de 48mm i una distància focal de brida de 42mm.
Aquesta muntura va portar diverses innovacions, com el pentaprisma, el ràpid retorn del mirall i el control automàtic de l'obertura del diafragma.
Per muntar una òptica R a una càmera de Canon, s'ha de fer girar una anella de l'objectiu, fent coincidir els punts vermells de les dues parts.
El 1962, es va presentar la Canonflex RM, la primera càmera reflex amb mesura de l'exposició i l'última amb aquesta muntura. El 1964, la muntura FL va substituir a la muntura R.
Moltes càmeres sense mirall poden utilitzar òptiques R mitjançant un adaptador. El mecanisme per controlar l'obertura és diferent de la muntura FL i FD, encara que físicament es poden acoblar amb la majoria d'adaptadors.

## Esquema de noms de les càmeres amb muntura R

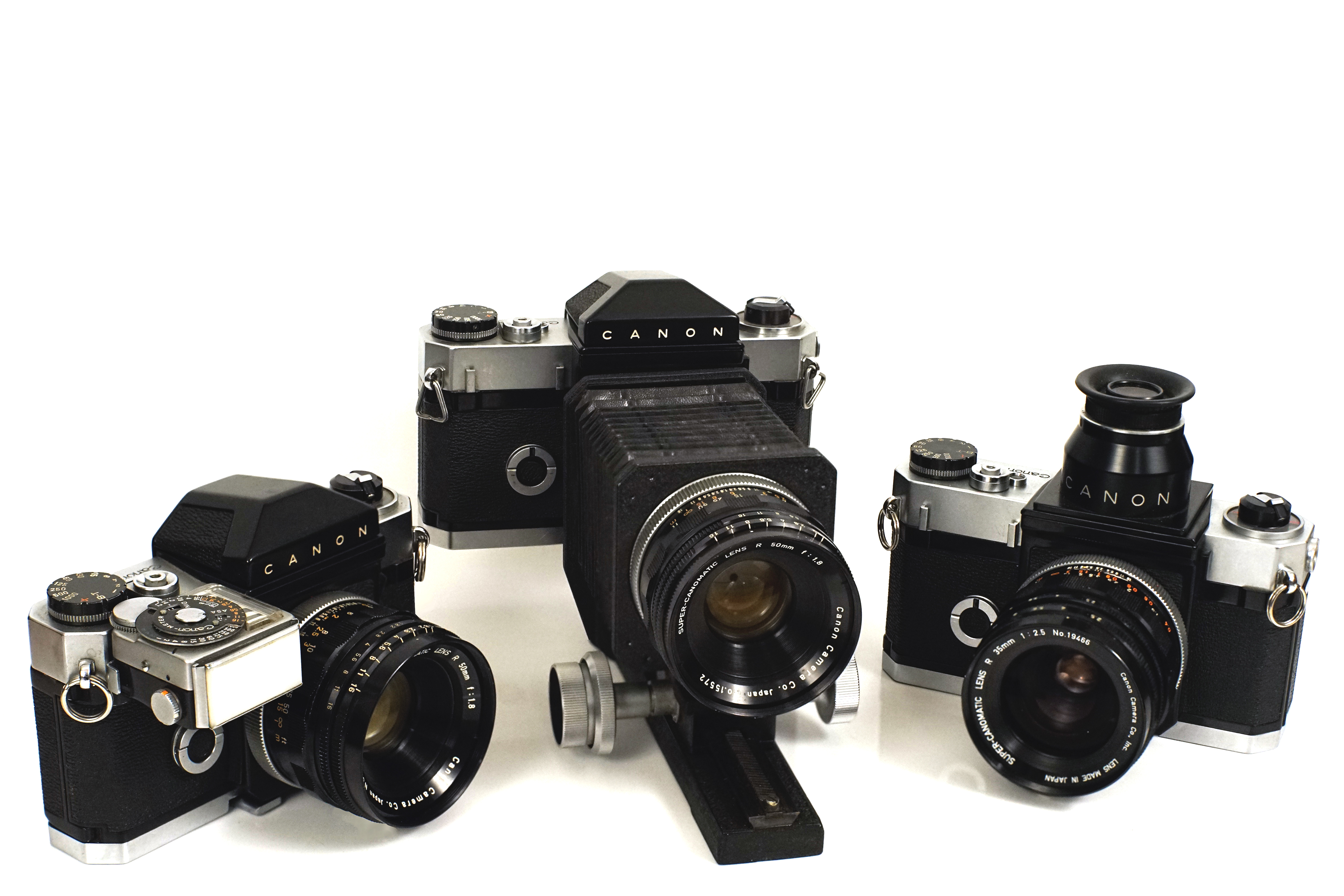
Tres càmeres Canonflex

| Model           | Any  |
| --------------- | ---- |
| Canonflex       | 1959 |
| Canonflex RP    | 1960 |
| Canonflex R2000 | 1960 |
| Canonflex RM    | 1962 |

## Objectius
Els objectius Super-Canomatic indiquen que consten de control automàtic de l'obertura del diafragma.

### Fixos
| Distància focal | Obertura | Any  | Distància mínima d'enfoc | Diametre de filtre |
| --------------- | -------- | ---- | ------------------------ | ------------------ |
| 35mm            | 2.5      | 1960 | 0.40m                    | 58mm               |
| 50mm            | 1.8      | 1959 | 0.60m                    | 58mm               |
| 50mm            | 1.8      | 1960 | 0.60m                    | 58mm               |
| 50mm            | 1.8      | 1963 | 0.60m                    | 58mm               |
| 58mm            | 1.2      | 1962 | 0.60m                    | 58mm               |
| 85mm            | 1.9      | 1960 | 1.00m                    | 48mm               |
| 85mm            | 1.9      | 1960 | 1.00m                    | 58mm               |
| 100mm           | 3.5      | 1961 | 1.00m                    | 40mm               |
| 100mm           | 3.5      | 1963 | 1.00m                    | 40mm               |
| 100mm           | 2.0      | 1959 | 1.00m                    | 58mm               |
| 135mm           | 3.5      | 1959 | 1.50m                    | 48mm               |
| 135mm           | 3.5      | 1961 | 1.50m                    | 48mm               |
| 135mm           | 2.5      | 1960 | 1.50m                    | 58mm               |
| 200mm           | 3.5      | 1959 | 2.50m                    | 58mm               |
| 300mm           | 4.0      | 1960 | 1.50m                    | 48mm               |
| 400mm           | 4.5      | 1960 | 3.10m                    | 48mm               |
| 600mm           | 5.6      | 1960 | 6.40m                    | 48mm               |
| 800mm           | 8.0      | 1960 | 13.5m                    | 48mm               |
| 1000mm          | 11.0     | 1960 | 21.0m                    | 48mm               |
| 2000mm          | 11.0     | 1960 | 20.0m                    | 48mm               |

### Zoom
| Distància focal | Obertura | Any  | Distància mínima d'enfoc | Diametre de filtre |
| --------------- | -------- | ---- | ------------------------ | ------------------ |
| 55-135mm        | 3.5      | 1963 | 2.00m                    | 58mm               |